# David J. Rowe
David John Rowe (* 4. Februar 1936 in Totnes, England; † 8. Mai 2020) war ein kanadischer theoretischer Kernphysiker. 

## Werdegang
Rowe studierte an der Universität Cambridge mit dem Bachelorabschluss 1959, der Universität Oxford mit einem weiteren Bachelorabschluss im selben Jahr  und dem Masterabschluss und der Promotion in theoretischer Kernphysik 1962. Als Post-Doktorand war er als Ford Foundation Fellow am Niels-Bohr-Institut in Kopenhagen. 1963 bis 1966 forschte er am Atomic Energy Research Establishment in Harwell und danach bis 1968 an der University of Rochester. Danach war er an der University of Toronto, wo er 1968 Associate Professor  und ab 1974 Professor war. 1984 bis 1987 war er Associate Dean for Physical Sciences. Seit 1989 war er Fellow des Trinity College der Universität Toronto. 1998 emeritierte er. 
Er befasste sich theoretisch mit kollektiven Modellen von Kernen unter Verwendung der Methoden der Gruppentheorie sowie allgemein mit kohärenten Zuständen und Quantisierungsmethoden. Er wandte diese Methoden auch auf andere Vielteilchenprobleme an.
1971/72 war er Gastprofessor in São Paulo und 1984 an der University of Canterbury.
1999 bis 2002 war er Vorsitzender der Kommission für Mathematische Physik der IUPAP.
1999 erhielt er den CAP-CRM Prize. Er war Fellow der Royal Society of Canada (1986), deren Rutherford Memorial Prize er 1983 erhielt. 1990 bis 1992 war er Killam Fellow und 1970 bis 1972 Sloan Research Fellow.

## Schriften
- Nuclear collective motion: models and theory, World Scientific 2010
- Nuclear collective motion: models and theory, London, Methuen 1970
- mit John L. Wood Fundamentals of nuclear models: foundational models, World Scientific 2010
- als Herausgeber Dynamic structure of nuclear states (Proceedings of 1971 Mont Tremblant International Summer School), University of Toronto Press 1972